# Biserica romano-catolică „Sfântul Ioan Botezătorul” din Seuca

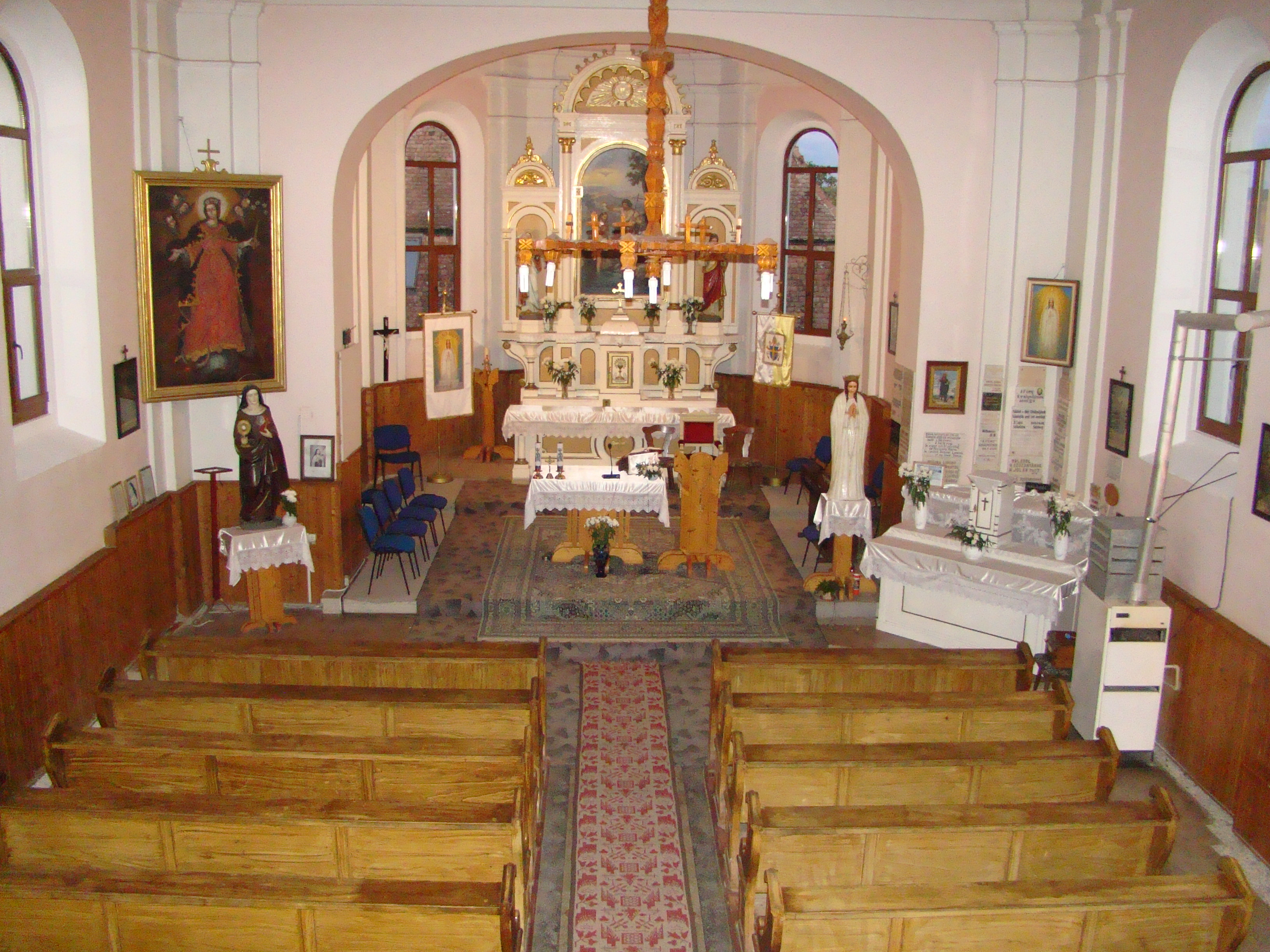
Biserica romano–catolică „Sfântul Ioan Botezătorul” din Seuca, foto: septembrie 2017.

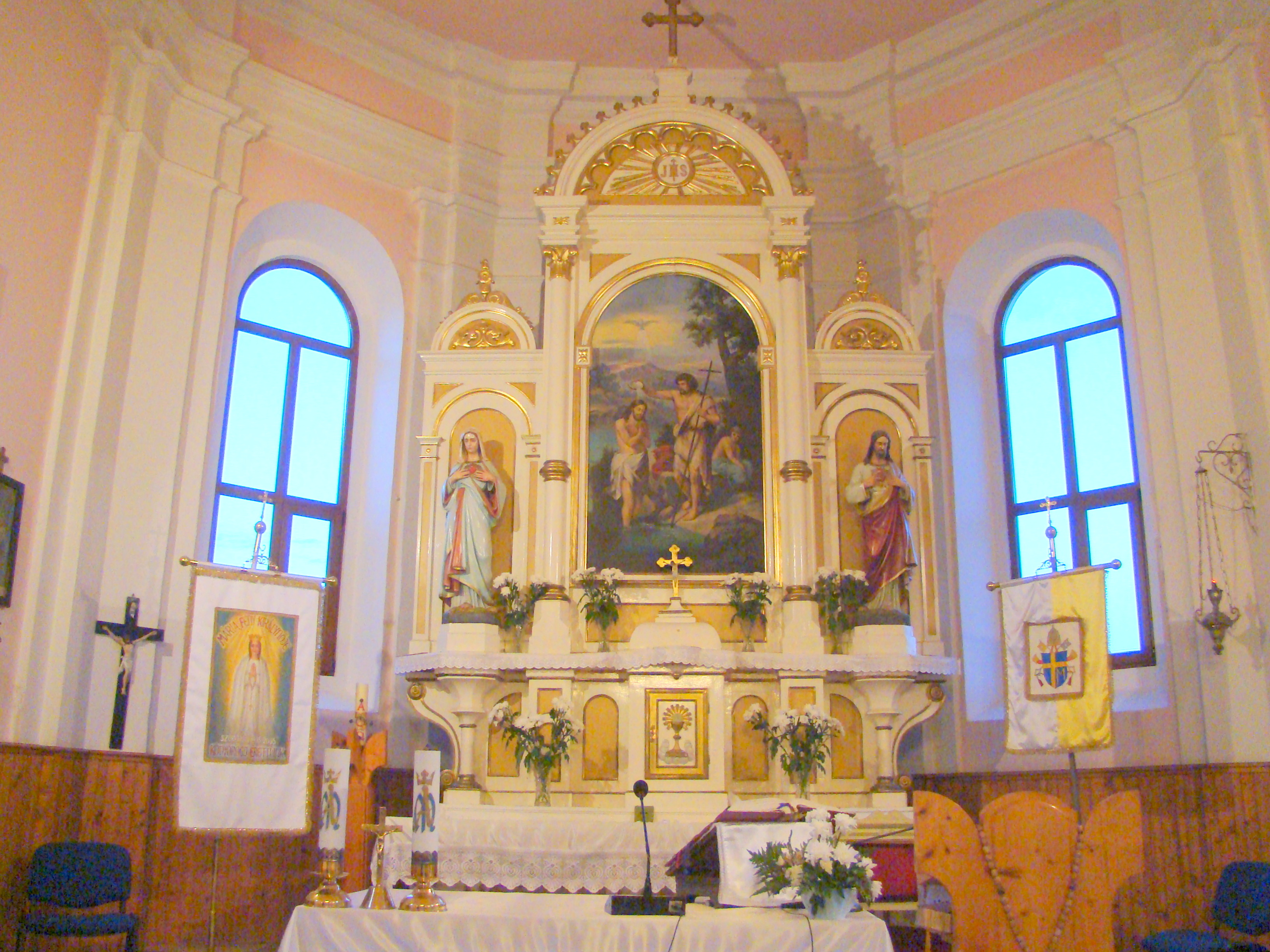
Altarul bisericii, opera meșterului Hoffmeyer

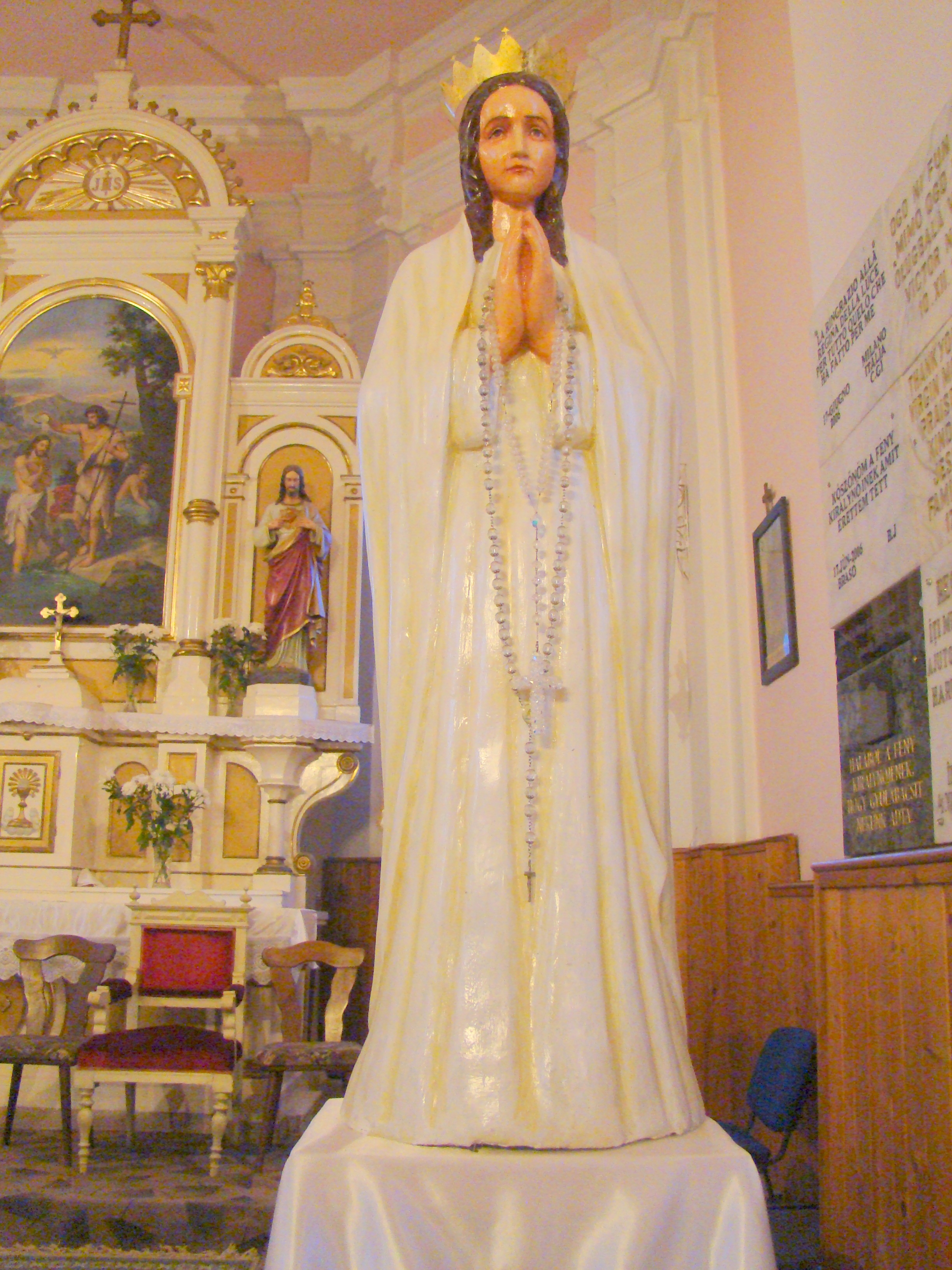
„Regina Luminii"

Biserica „Sfântul Ioan Botezătorul” este un monument istoric aflat pe teritoriul satului Seuca, comuna Gănești, județul Mureș.

## Istoric și trăsături
Preotul romano-catolic Varga Sándor precizează în „Domus Historiae” al parohiei din anul 1912: „despre parohie nu există nici o dată veche”. Urmașul acestuia, părintele Salamon Lajos (1933-1981) afirmă că registrele parohiale au fost distruse în 1848. În evul mediu exista o biserică, care odată cu reforma bisericească a trecut în posesia cultului unitarian. A fost redobândită de cultul romano-catolic la 30 decembrie 1744. În 1806 a fost demolată vechea biserică și prin donația contesei Haller Karolina, văduva contelui Gyulai Ferencz a început construirea unei noi biserici. Construcția a fost terminată în 1809. Biserica a fost sfințită la 22 iulie 1818 și are hramul sfântului Ioan Botezătorul.  .
Localitatea mureșeană Seuca a devenit loc de pelerinaj după ce s-a dus vestea că în această zonă au fost semnalate apariții ale Fecioarei Maria. Localnicii au afirmat că Sfânta Fecioară ar transmite mesaje prin glasul unei măicuțe franciscane Rozalia Marian (Rózsika Marián). Ultima apariție ar fi avut loc în data de 17 iulie 2007. Pe baza relatărilor lui Rózsika, un artist a pictat „Regina Luminii": o Fecioară Maria îmbrăcată în albastru, încoronată și care strălucește. Pe baza tabloului s-a realizat și statuia Fecioarei Maria în mărime naturală, care după sfințire a fost amplasată în fața altarului.

## Imagini

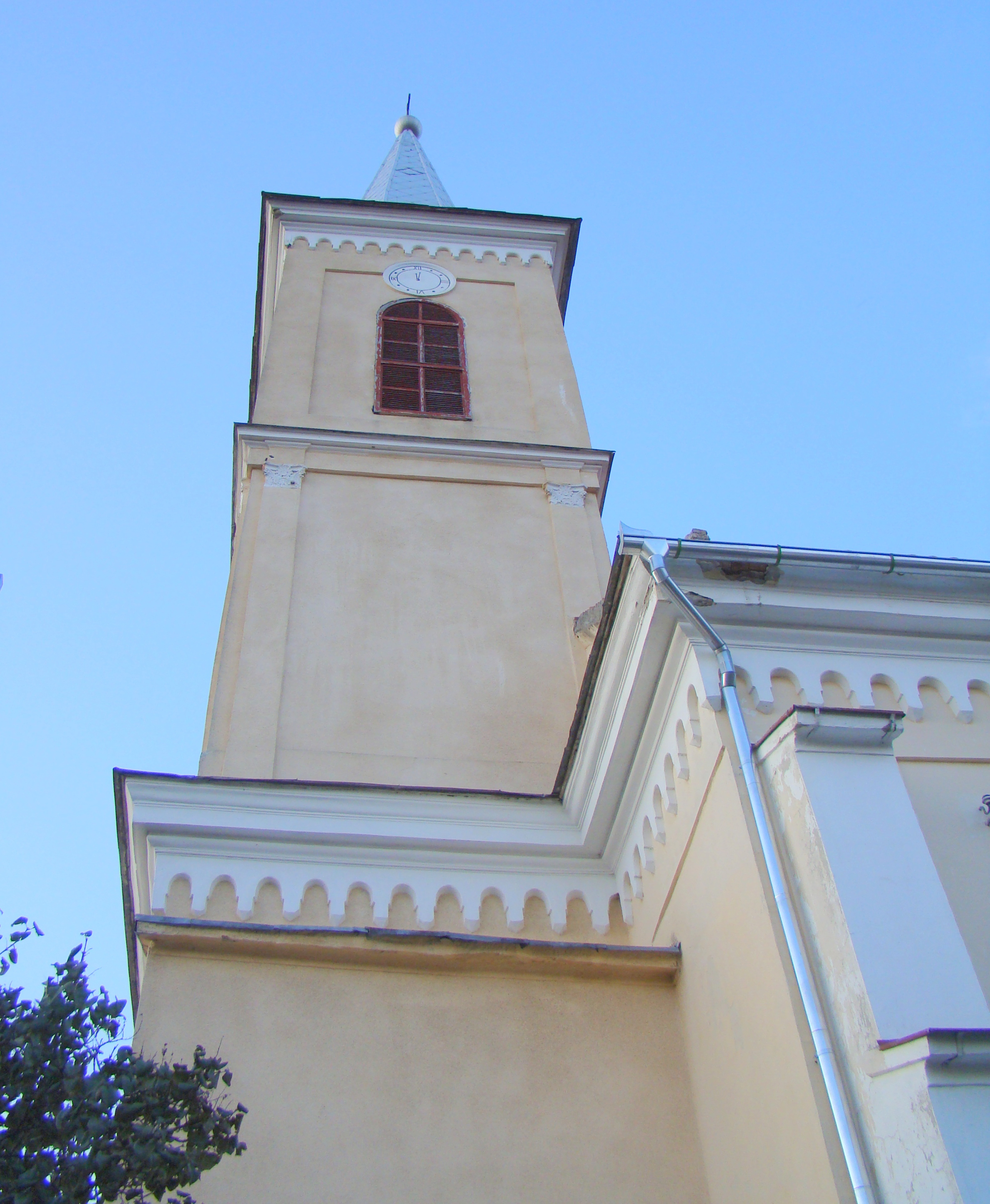
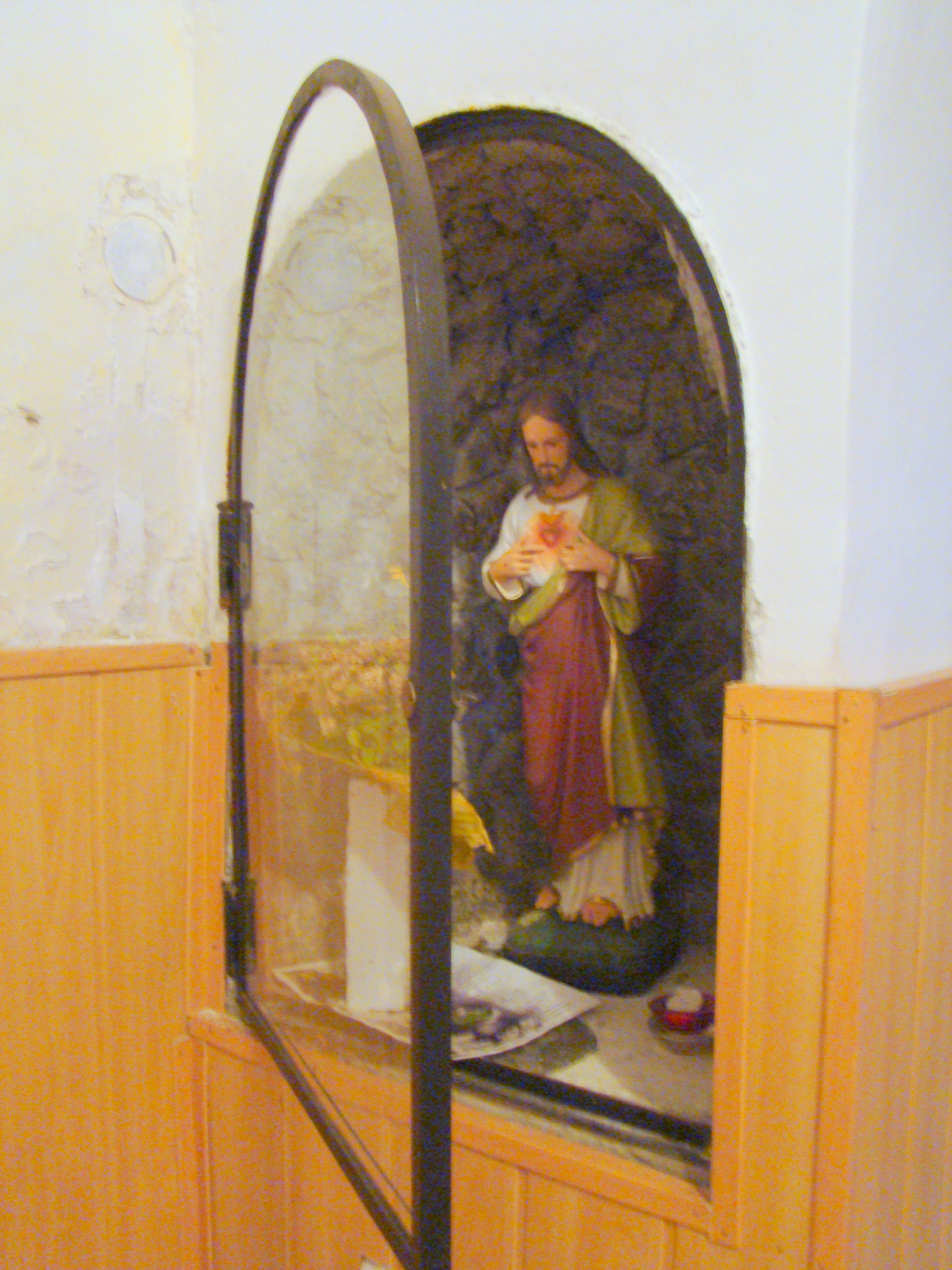
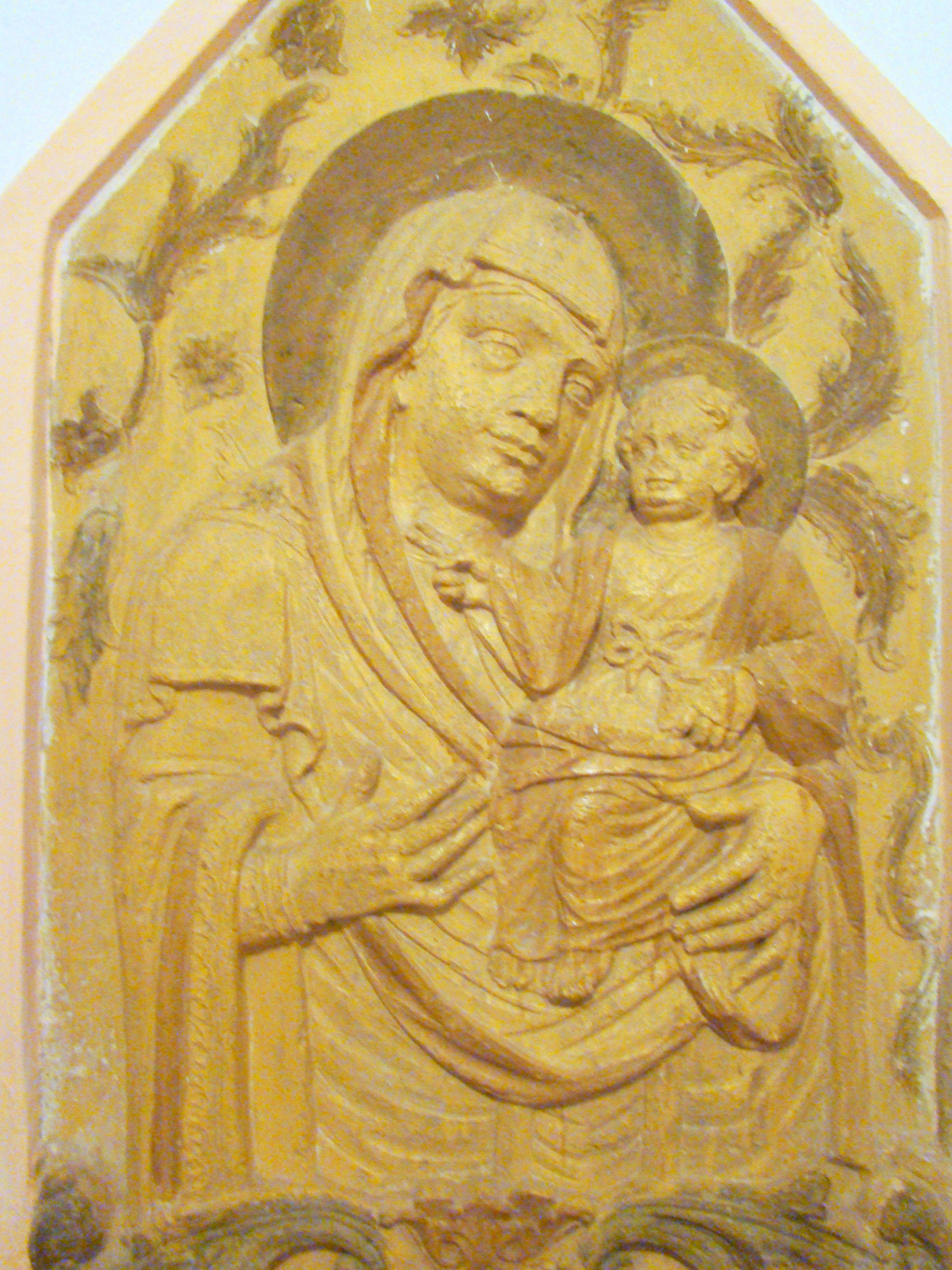
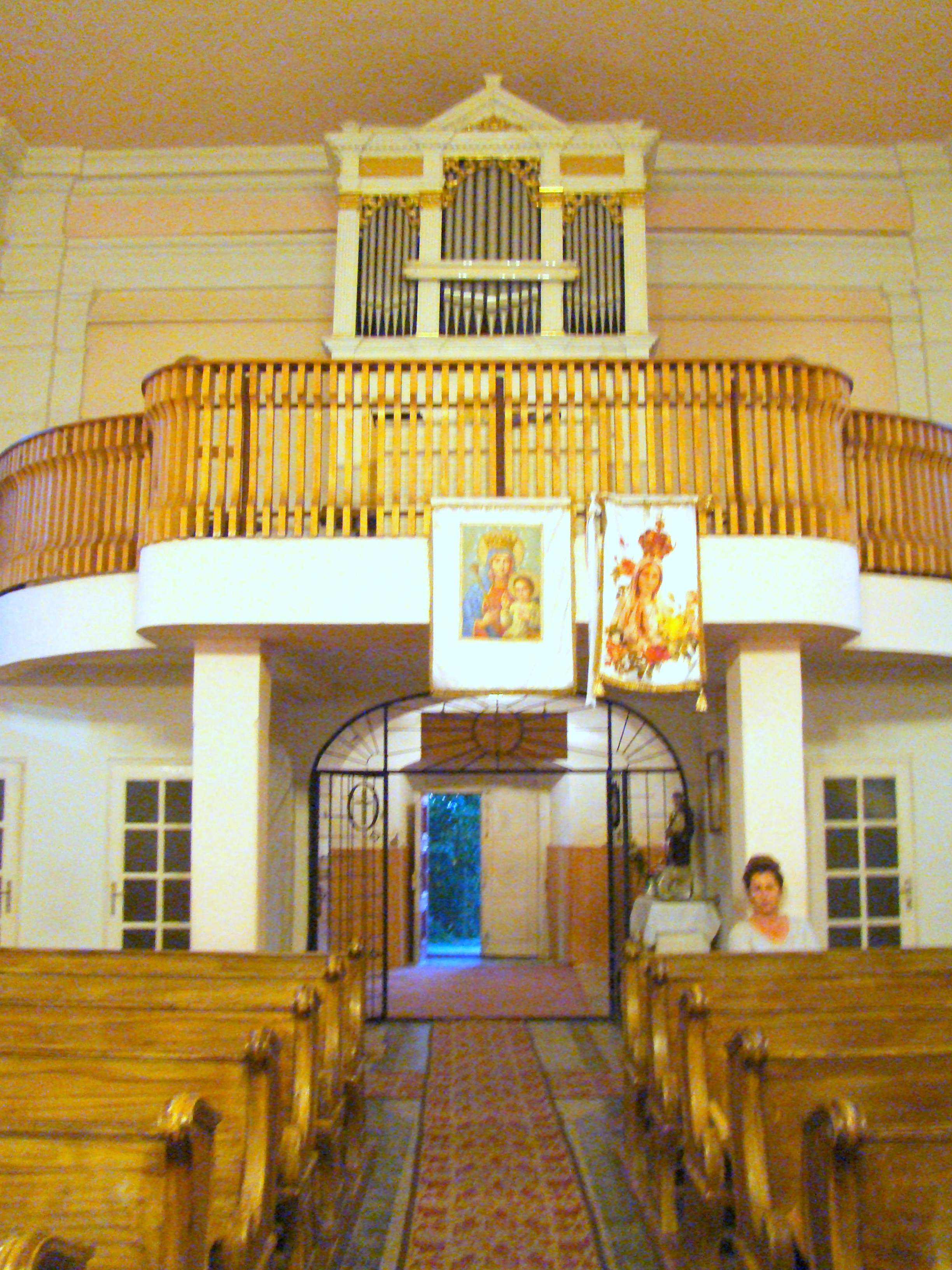
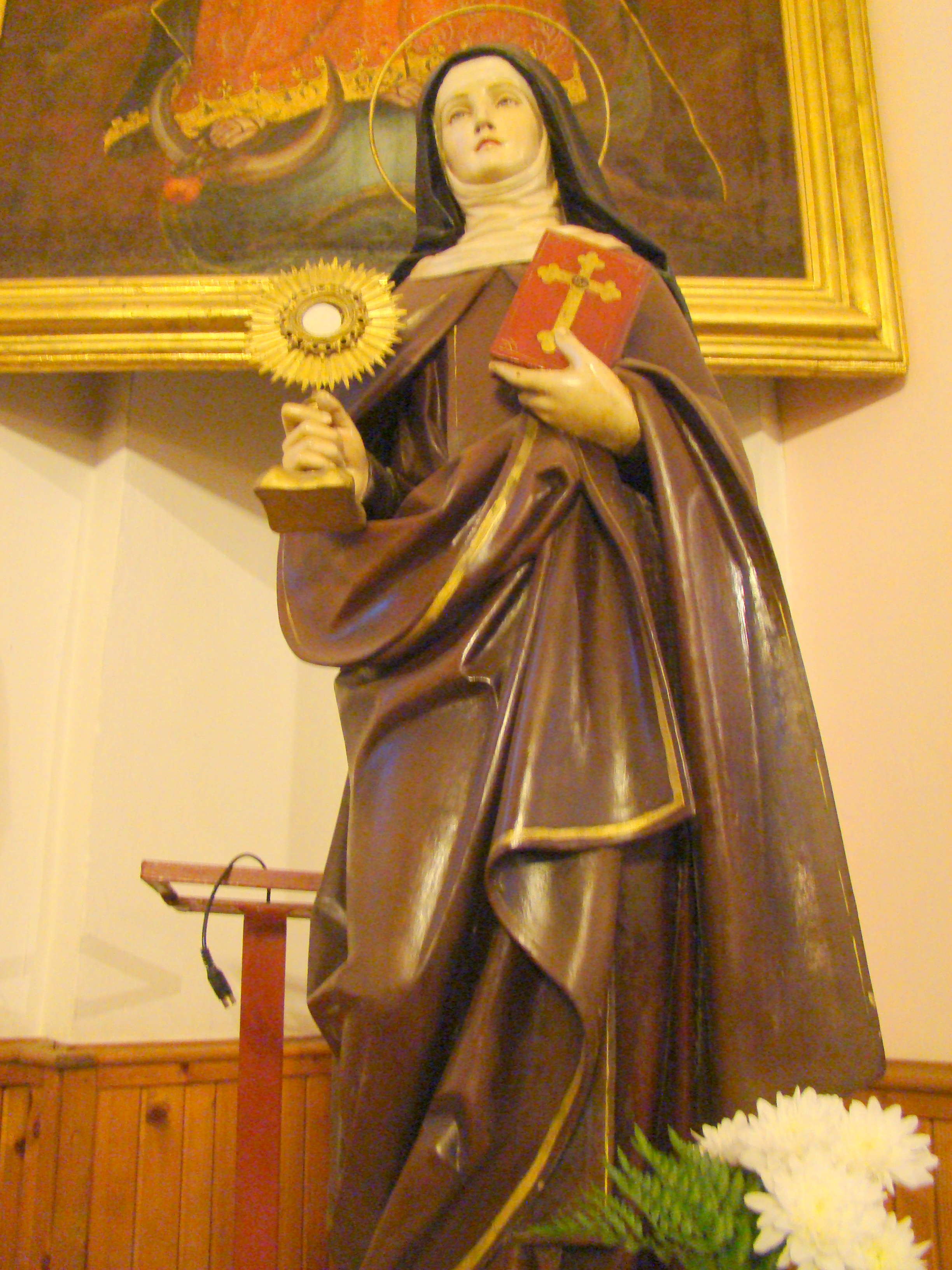
Sf. Tereza de Lisieux
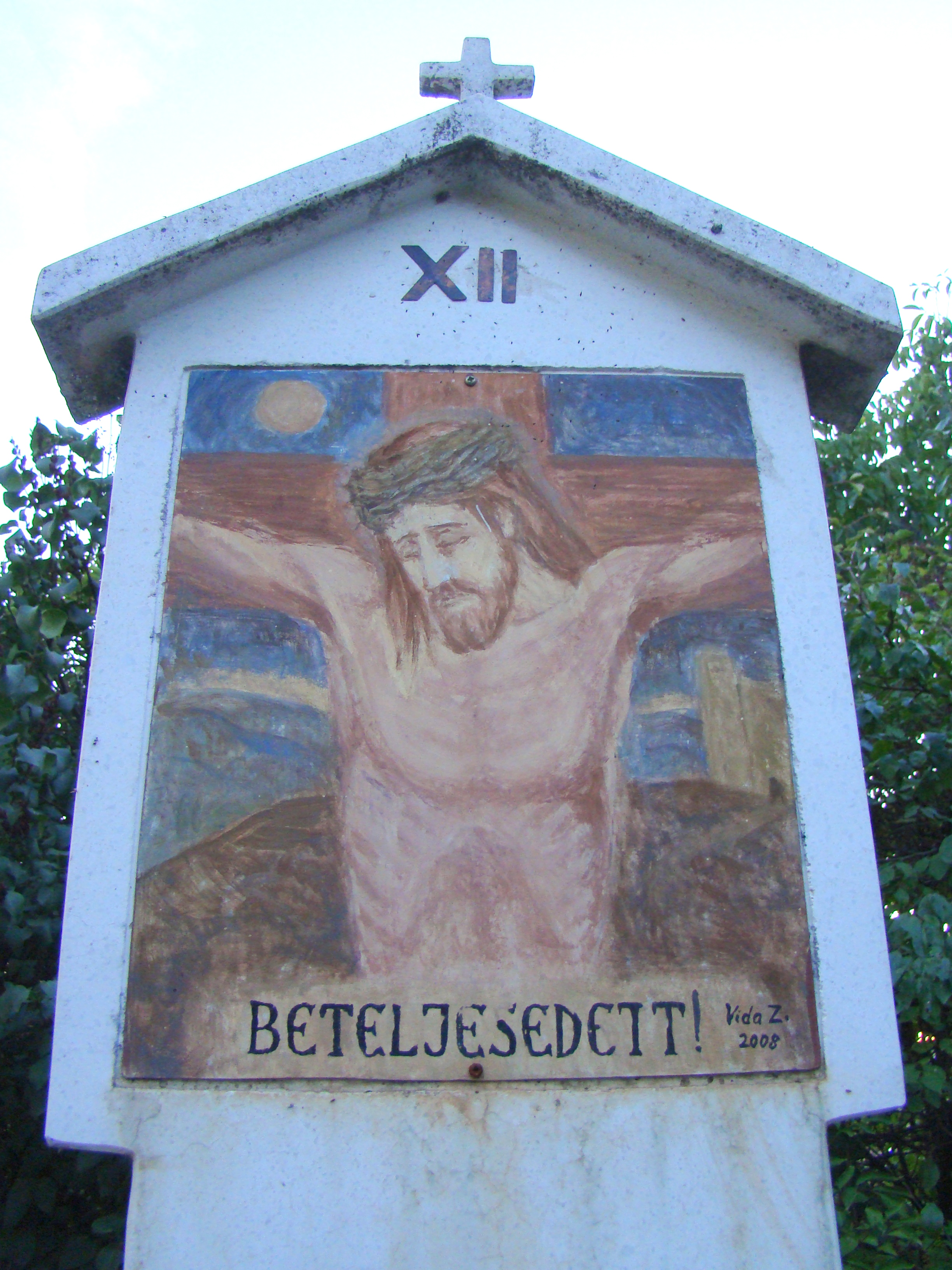
"S-a împlinit !" (Stațiunea a XII-a din Calea Sfintei Cruci)
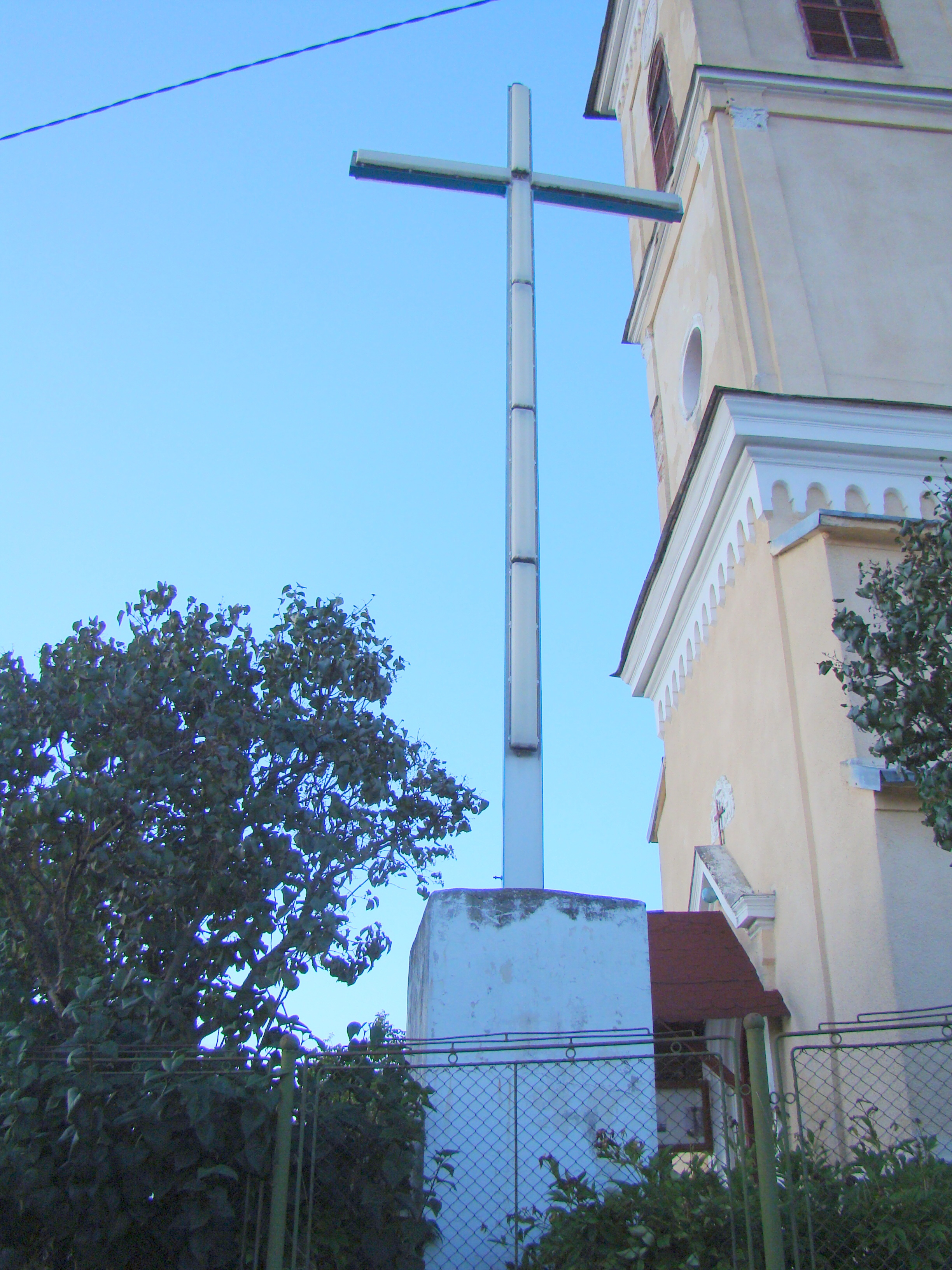
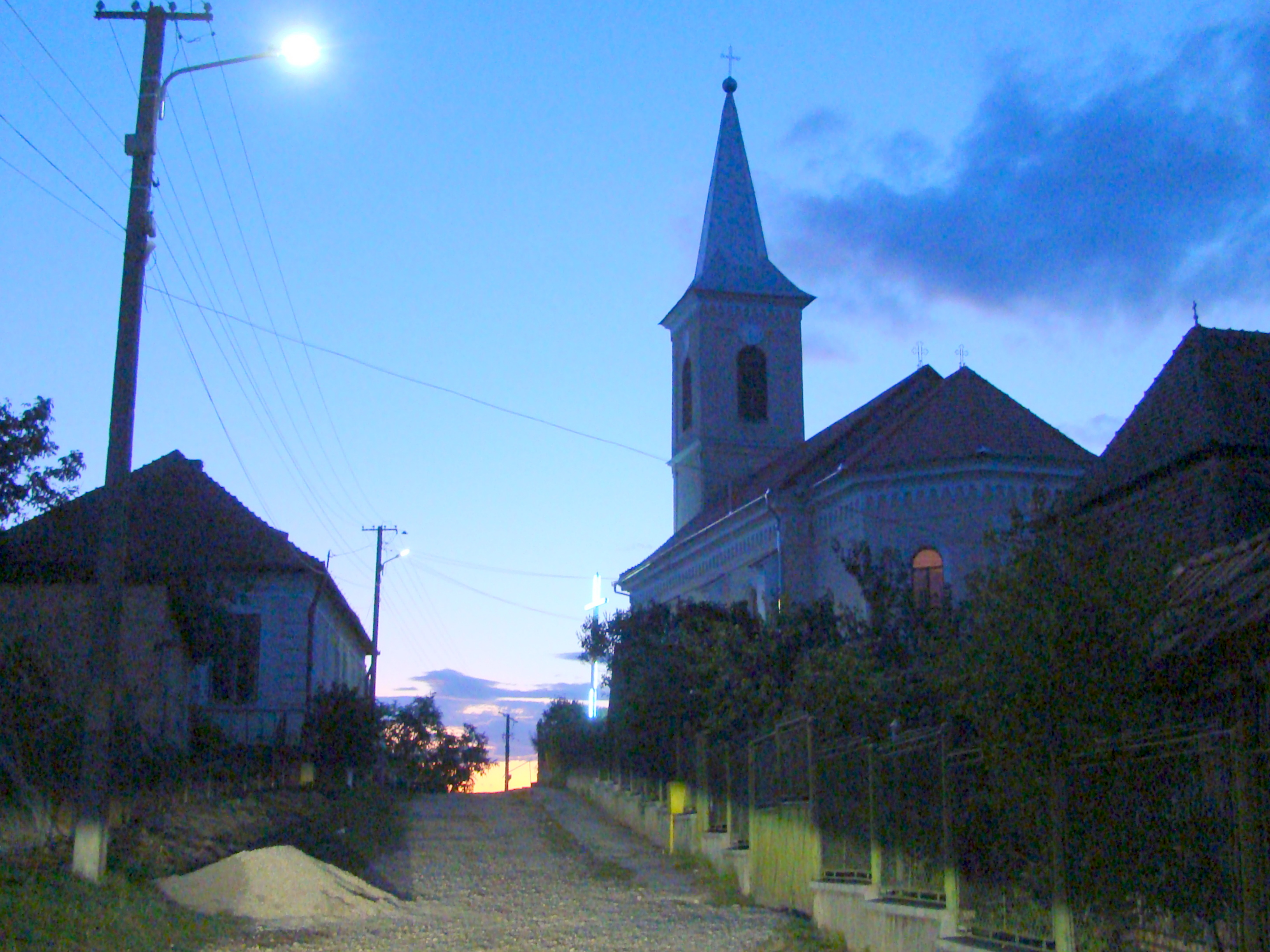